# Michaël Murcy
Michaël Murcy (født 18. september 1979 i franske Beaumont-sur-Oise) er en fransk professionel fodboldspiller. Han spiller i den franske amatør-klub US Quevilly, hvortil han skiftede fra den kinesiske klub Shandong Luneng. Tidligere har han spillet for Clermont Foot og danske Esbjerg fB. Han er 184 cm høj og vejer 79 kg.
Murcy har fået sin fodboldopvækst i Paris Saint-Germain FC og US Créteil-Lusitanos. Han skiftede som 23-årig klub til La Louvière, inden han i vinteren 2005 kom til Esbjerg fB.
Angriberen blev under træner Ove Pedersen brugt som angriber, mens Murcy under den efterfølgende EfB-træner, Troels Bech, blev omskolet til også at spille på højrekanten.
Michaël nåede at spille 113 kampe for Esbjerg fB's førstehold og score 23 mål.

## Links
- Profil på efb.dk